# Okręgowa Spółdzielnia Mleczarska w Prudniku
Okręgowa Spółdzielnia Mleczarska w Prudniku – spółdzielnia mleczarska z siedzibą w Prudniku i oddziałem w Łambinowicach. Produkty mleczarni trafiały w 80 procentach do sieci handlowych takich jak Biedronka, Aldi, Kaufland, czy Carrefour.

## Historia
Spółdzielnia została założona 20 stycznia 1946 jako Okręgowa Spółdzielnia Mleczarska „Samopomoc Chłopska”. Powstała w miejscu dawnej mleczarni funkcjonującej do II wojny światowej pod nazwą Neustadter Molkerei eingetragene Goessenschaft mit beschrankter haftplicht in Neustadt O/S. Została zamknięta w 1953 i reaktywowana w 1957 r. 1 kwietnia 1976 OSM w Prudniku przejęła zakład w Łambinowicach. Wcześniej mleczarnia posiadała zakłady w Ścinawie i Głogówku, ale zostały przejęte przez Okręgową Spółdzielnie Mleczarską w Krapkowicach, która została zamknięta w 2001 roku.
Okręgowa Spółdzielnia Mleczarska w Prudniku w 2019 jako pierwsza w Polsce rozpoczęła karmelizację mleka w rjażenkę. Mleczarnia miała około 210 dostawców z gmin Prudnik, Lubrza, Biała, Korfantów i Strzeleczki.
19 sierpnia 2022 Okręgowa Spółdzielnia Mleczarska w Prudniku złożyła wniosek o ogłoszenie upadłości. W toku postępowania ustalono, że spółdzielnia jest niewypłacalna i nie wykonuje swoich zobowiązań wobec ponad 500 wierzycieli. 11 stycznia 2023 Sąd Rejonowy w Opolu zdecydował o ogłoszeniu upadłości OSM. Do pełnienia funkcji syndyka został wyznaczony Marcin Kubiczek.

## Nagrody[6]
- Gazele Biznesu 2011
- Gazele Biznesu – XI Edycja
- Złota Odznaka Polskiej Federacji Hodowców Bydła i Producentów Mleka (Poznań, 13 września 2011)
- Doceń Polskie – Top produkt za Twaróg Imperial oraz Jogurt typu greckiego
- Laureat Godła Produkt Roku 2017 za Twaróg Imperial (Warszawa, 20 marca 2017)